# Carlin
Carlin és una població dels Estats Units a l'estat de Nevada. Segons el cens del 2000 tenia 2.161 habitants. Dona nom a la carlinita, un mineral de la classe dels sulfurs descobert en aquesta localitat el 1975.

## Demografia
Segons el cens del 2000, Carlin tenia 2.161 habitants, 792 habitatges, i 580 famílies La densitat de població era de 90,58 habitants per km².
Dels 792 habitatges en un 39,3% hi vivien nens de menys de 18 anys, en un 58,6% hi vivien parelles casades, en un 7,1% dones solteres, i en un 26,8% no eren unitats familiars. En el 21,6% dels habitatges hi vivien persones soles el 5,8% de les quals corresponia a persones de 65 anys o més que vivien soles. El nombre mitjà de persones vivint en cada habitatge era de 2,73 i el nombre mitjà de persones que vivien en cada família era de 3,17.
Per edats la població es repartia de la següent manera: un 30,8% tenia menys de 18 anys, un 7,3% entre 18 i 24, un 31,1% entre 25 i 44, un 23,5% de 45 a 64 i un 7,3% 65 anys o més.
L'edat mediana era de 33,9 anys. Per cada 100 dones hi havia 108,79 homes. Per cada 100 dones de 18 o més anys hi havia 114,33 homes.
La renda mediana per habitatge era de 49.571 $ i la renda mediana per família de 51.716 $. Els homes tenien una renda mediana de 47.396 $ mentre que les dones 21.813 $. La renda per capita de la població era de 19.377 $. Aproximadament el 4,1% de les famílies i el 7,8% de la població estaven per davall del llindar de pobresa.

## Poblacions més properes
El següent diagrama mostra les poblacions més properes.